# Лалинг
Лалинг (њем. Lalling) општина је у њемачкој савезној држави Баварска. Једно је од 26 општинских средишта округа Дегендорф. Према процјени из 2010. у општини је живјело 1.617 становника. Посједује регионалну шифру (AGS) 9271130.

## Географски и демографски подаци
Лалинг се налази у савезној држави Баварска у округу Дегендорф. Општина се налази на надморској висини од 446 метара. Површина општине износи 28,0 km². У самом мјесту је, према процјени из 2010. године, живјело 1.617 становника. Просјечна густина становништва износи 58 становника/km².